# Sant'Andrea Frius
Sant'Andrea Frius (Sant'Andrìa ’e Frìus in sardo) è un comune italiano di 1 647 abitanti della città metropolitana di Cagliari, nella subregione della Trexenta.
È posto circa 35 chilometri a nord di Cagliari.

## Geografia fisica

### Territorio

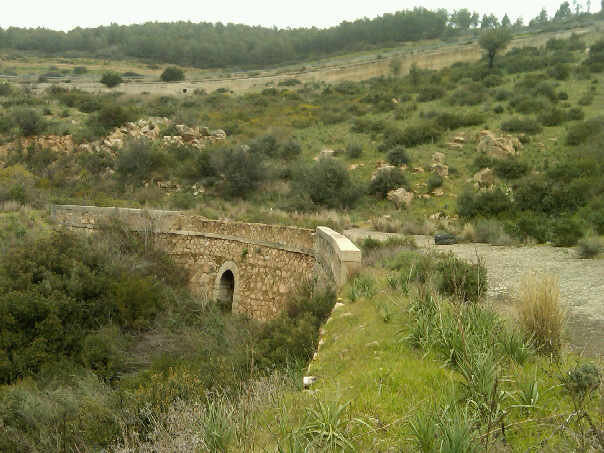
Resti della vecchia strada che collegava Cagliari

Sant'Andrea Frius è localizzato in una posizione geografica di grande interesse, perché nodo di convergenza di tre arterie stradali sulle quali viene deviato un notevole flusso di traffico veicolare, permettendo il collegamento tra il Gerrei, la Trexenta e il Campidano.
Il territorio, prevalentemente collinare, si estende per 36 km quadrati, e presenta un profilo altimetrico che varia da punte massime che sfiorano i 750 metri ad un minimo di 140 metri sopra il livello del mare. La zona collinare è ricoperta da una natura assai variegata in tutti i suoi aspetti: gran parte di essa è caratterizzata da una vegetazione a cespugli e a macchia mediterranea: querce, mirto, oleandro, fico, cisto, corbezzolo, asfodelo e lavanda, presenti nell'intero territorio. Tra le specie faunistiche, troviamo anfibi come la raganella sarda, rettili come la lucertola (es. la Podarcis), la luscengola (Chalcides Chalcides), o il gongilo sardo (Chalcides Ocellatus Tiligugu), mammiferi come la lepre, il cinghiale, il cervo, la volpe e diversi tipi di pipistrelli. Tra i volatili, è possibile avvistare alcuni tipi di rapaci, come l'aquila la poiana e il gheppio e la civetta. Tutte queste realtà fanno parte del patrimonio naturalistico sardo. Il territorio, inoltre, è stato migliorato grazie ad interventi di forestazione produttiva promossi dall'amministrazione comunale. 

## Storia
Il territorio di Sant'Andrea Frius, abitato fin dall'antichità, presenta numerose emergenze archeologiche, come i nuraghi "Is piagas", "Mannu", "Monte uda" e "Montroxiu". 
Il centro sorse su uno stanziamento punico nato grazie alla posizione del territorio, posto fra Cagliari e Isili, e in età romana assolvette al ruolo di avamposto per l'osservazione e il controllo dell'area. Del periodo romano, infatti, permangono alcuni resti di ville rustiche, mentre nel sito archeologico di Linna Pertunta sono stati riportati alla luce numerosi ex voto in terracotta, riproducenti parti del corpo umano e gioielli di varia foggia.
Incluso nella curatoria di Trexenta e fra i territori del giudicato di Cagliari, il paese fu donato dal giudice Mariano II Torchitorio II al figlio Costantino II Salusio III e, nell'atto di donazione, Frius appare infatti esplicitamente indicata.
In seguito, nel 1258, dopo la caduta del regno giudicale di Calari, fu annesso dal giudicato di Arborea. Nel 1295 Mariano II di Arborea cedette il paese coi suoi territori alla Repubblica Pisana e nel 1326 passò direttamente alla corona aragonese che, pur demandando ancora una volta la sua amministrazione ai pisani, ne prese possesso solamente nel 1353, dopo gli scontri fra Pietro IV di Aragona e Mariano IV di Arborea.
Le ostilità fra corona d'Aragona e giudicato di Arborea (guerra sardo-catalana) sfociarono nella battaglia di Sanluri del 1409. Mentre Guglielmo III di Narbona, nipote di Beatrice Cappai de Baux, moglie del visconte di Narbona e figlia di Mariano IV, venne nominato giudice, l'esercito di Martino I, re di Sicilia e pretendente al trono d'Aragona, entrò in Cagliari e si scontrò con la flotta genovese nel golfo dell'Asinara mentre nella piana di Sanluri gli eserciti siculo-aragonesi e giudicali si scontrarono in una cruenta battaglia a seguito della quale numerosi territori, compreso quello di Sant'Andrea Frius, passarono alla corona d'Aragona.
Nel 1420 il paese fu amministrato da Giacomo De Besora e nel 1434 divenne feudo della stessa famiglia che lo cedettero agli Alagón e successivamente ai De Silva che lo mantennero fino all'emanazione della Carta reale che nel 1838 sancì la possibilità di riscattare i feudi. 
Proprio la famiglia Alagón, in vista di un forte spopolamento nella seconda metà del Seicento, trapiantò nel territorio numerose famiglie di contadini originari di Nuraminis e Villagreca.
Nel 1821, anno in cui Vittorio Angius (1797–1862), professore di retorica, scrittore e storico, descrive minuziosamente il paese, Sant'Andrea Frius fu incluso nella provincia di Cagliari.
Il tessuto urbano del paese ha mantenuto la sua dimensione originaria e si compone principalmente di case in pietra ad un solo piano. 
La chiesa di Sant'Andrea, risalente al XVII secolo, è stata rasa al suolo a metà degli anni cinquanta del secolo scorso per far posto ad una chiesa moderna.

### Simboli
(D.P.R. 07.08.1990)
Il gonfalone è un drappo partito di rosso e di bianco.

## Monumenti e luoghi d'interesse

### Architetture religiose
- la chiesa di Sant'Andrea
- la chiesa della Madonna di Bonaria

## Società

### Evoluzione demografica
Abitanti censiti

### Lingue e dialetti
La variante di sardo parlata a Sant'Andrea Frius è il campidanese occidentale

## Cultura

### Tradizioni e folclore
A Sant'Andrea Frius numerose feste popolari conservano e perpetuano la memoria dell'intero territorio.
- Carnevalli Santandriesu: in febbraio, la domenica precedente il martedì Grasso è dedicata alla sfilata di maschere e carri allegorici lungo le vie del paese, con la distribuzione di zeppole e fave lesse alla popolazione. La domenica successiva ha luogo un palio che prende il nome di "Corsa del drago", durante il quale alcuni cavalieri, detti "cavalieri di San Giorgio", indossano vestiti tradizionali ed eseguono suggestive acrobazie in sella ai loro destrieri.
- Sant'Andrea di Maggio e Sant'Isidoru Si svolge nell'ultima settimana di maggio o nella prima settimana di giugno. In origine Sant'Andria de Maju era la festa dei pastori, che la finanziavano con la vendita del latte munto in una giornata particolare chiamata "Sa muda". Il venerdì pomeriggio si tiene la processione in onore di Sant'Andrea Apostolo, accompagnata dai cavalieri di San Giorgio. Sant'Isidoru è invece il patrono degli agricoltori. I due festeggiamenti furono abbinati allorché la popolazione decise di finanziare collettivamente le due feste. In onore di Sant'Isidoru si tiene la processione la domenica mattina, accompagnata dai cavalieri e dalle caratteristiche "traccas", carri addobbati a festa.

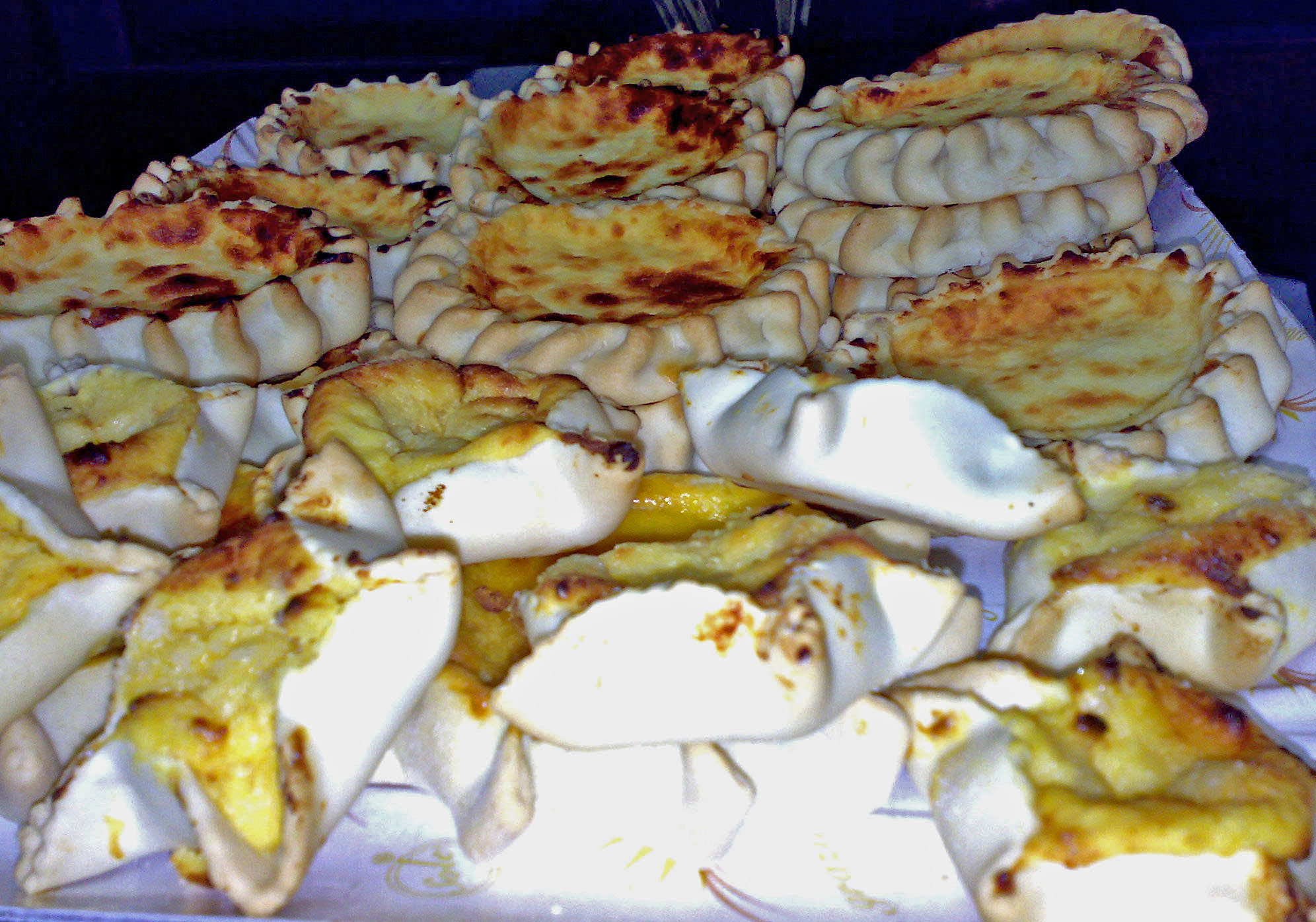
Pardulas

- Sagra del mandorlo: la prima domenica di agosto, accompagnata da spettacoli musicali, da mostre artigianali e da degustazione dei prodotti tipici ottenuti dalle mandorle, la sagra culmina nel concorso per il miglior "gattou", dolce a base di zucchero e mandorle.
- Festa dell'Assunta: il 14 di Agosto (il giorno della Vigilia dell'Assunta) si svolge la Messa alla mamma di Gesù e la processione nella quale vengono portati i due simulacri della Madonna: quella Addormentata (viene portata da 4 persone in processione) e quella che ascende al cielo (portata dal trattore). Il giorno della festa (il 15) hanno luogo 2 S.Messe nella parrocchia. Per quanto riguarda i festeggiamenti civili, si svolgono nella piazza Europa nei giorni 14 e 15 agosto.
- Festa di Nostra Signora di Bonaria: il primo fine settimana di settembre, i festeggiamenti religiosi, che richiamano la partecipazione di numerosi fedeli, si tengono nella chiesa campestre dedicata alla Vergine di Bonaria, mentre i festeggiamenti civili hanno luogo nella piazza Europa. Alle due processioni, con le quali il simulacro della Santa viene accompagnato alla chiesetta campestre e riportato nella chiesa parrocchiale, partecipano i cavalieri che indossano i vestiti tradizionali sardi.
- Festa di Sant'Andrea di Novembre: il 30 novembre, è un evento quasi esclusivamente religioso dedicato al Santo patrono. La sera della vigilia è prevista una suggestiva processione formata da cavalieri e da suonatori di "launeddas". In occasione della festa è possibile assistere alla creazione di candele artistiche, ad opera degli antichi artigiani detti "Maistrus de gera" (mestri della cera), ed è possibile degustare torrone, biscotti, ravioli di ricotta, porchetto aromatizzato, ottima carne d'agnello, vini e liquori dall'inteso sapore.